# Gymnothorax fimbriatus
Gymnothorax fimbriatus (Bennett, 1832) è un pesce osseo marino appartenente alla famiglia Muraenidae.

## Distribuzione e habitat
G. fimbriatus è endemica dell'Indo-Pacifico tropicale dalle coste del Madagascar, di Mauritius e delle Seychelles alle isole della Società giungendo a nord al Giappone meridionale e a sud al Queensland, in Australia. È presente anche nella Micronesia.
Popola svariati habitat legati alle barriere coralline dalle lagune alle parti esterne dei reef. L'habitat dove è più comune sono le aree costiere con corallo morto. È comune anche nei porti.
Vive fra 7 e 50 metri di profondità.

## Descrizione

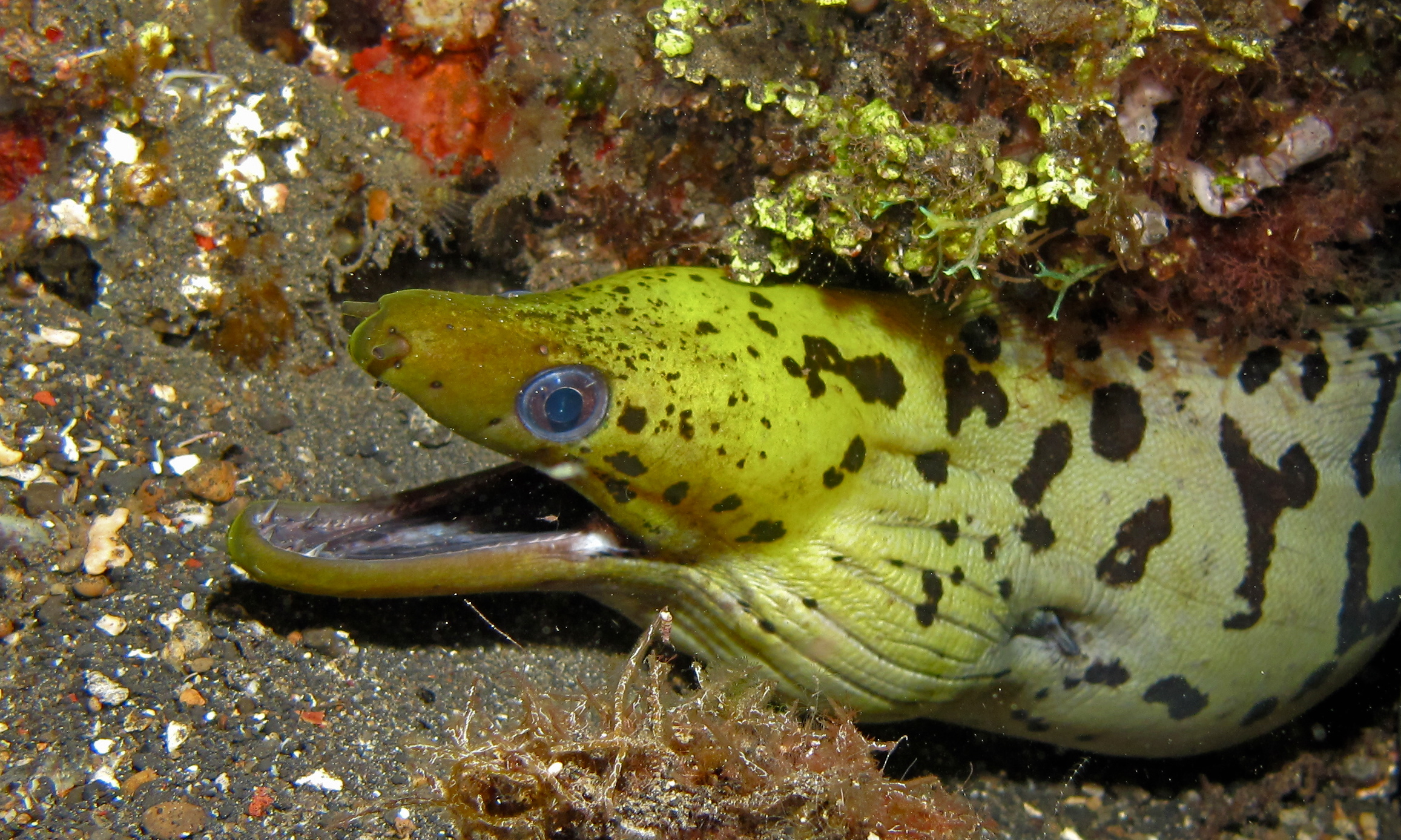
La livrea di G. fimbriatus è particolarmente riconoscibile, così come il muso allungato

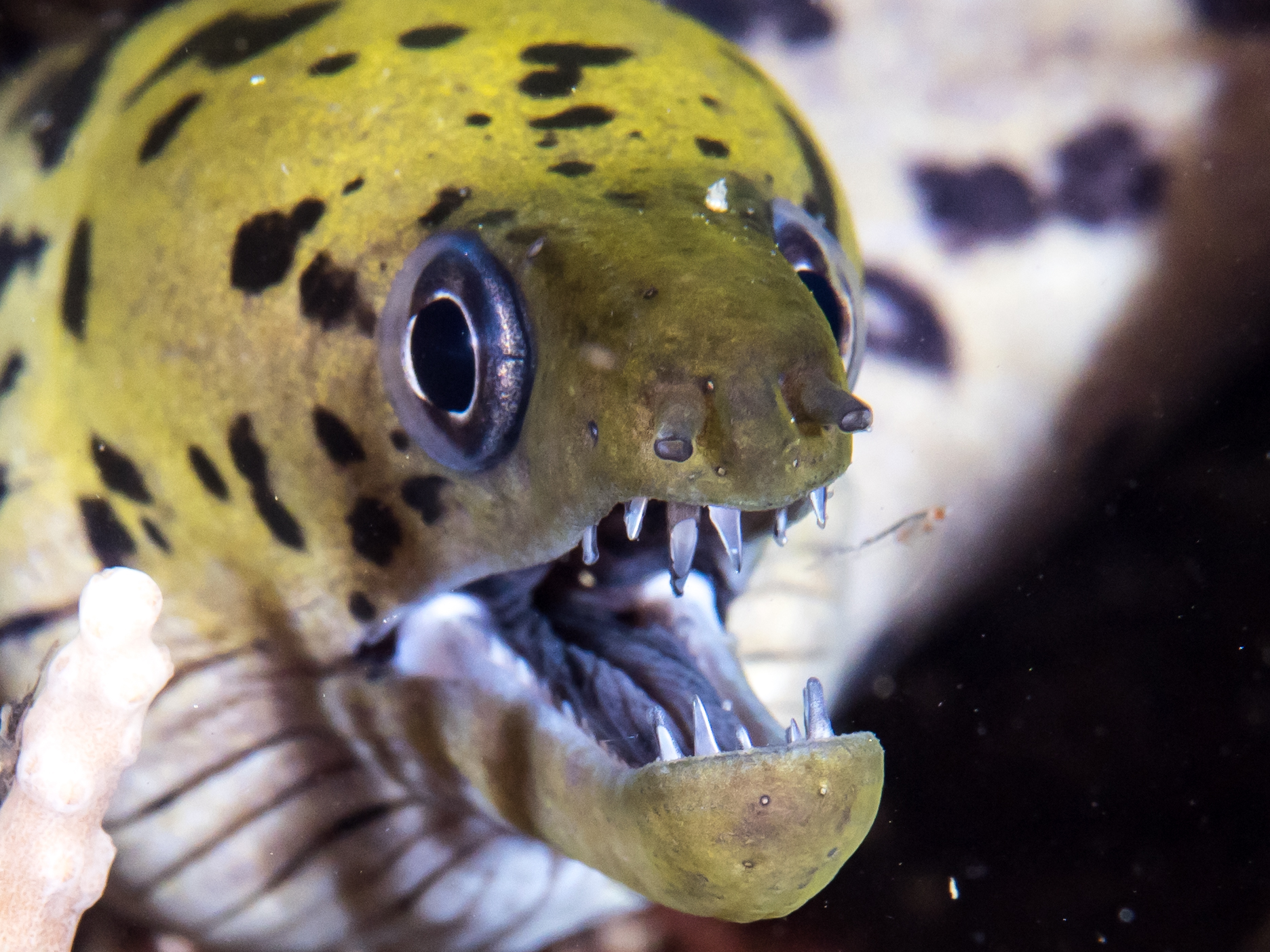
G. fimbriatus ha dei denti perfettamente dritti che impediscono alla preda di fuggire

L'aspetto generale è quello comune alle murene. La colorazione è chiara con punti neri sulla testa e la faccia, i punti sono più grandi nei giovanili. La punta delle mascelle può essere scura e le macchie sul corpo possono essere grossolanamente disposte in linee oblique. 
La taglia massima supera i 90 cm e il kg e mezzo di peso.

## Biologia
In cattività può raggiungere i 18 anni di età, per una lunghezza di più di 1 m e circa 5 kg di peso.

### Comportamento

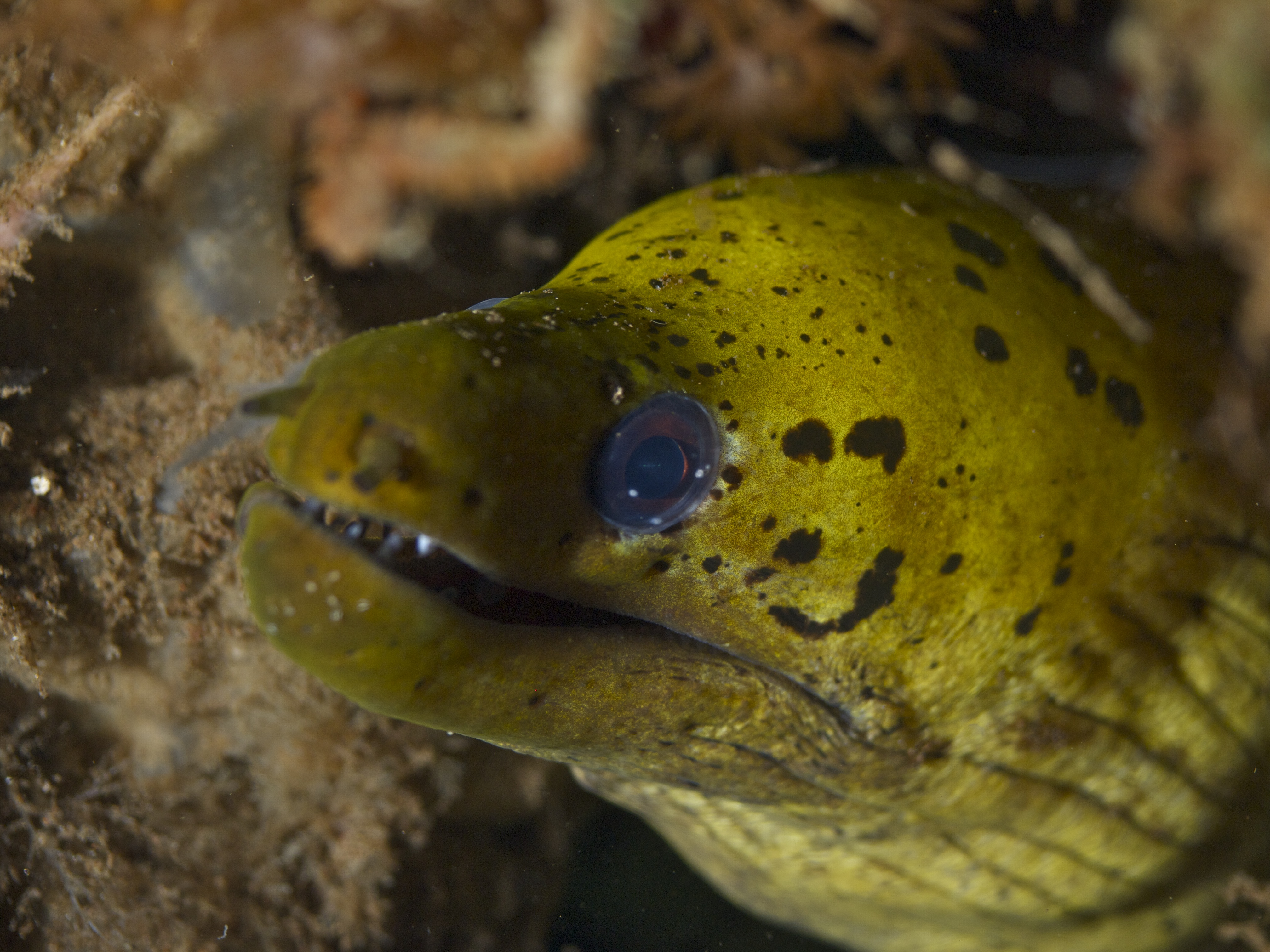
Come le altre murene G. fimbriatus non ha un'ottima vista, ma un olfatto eccezionale

Probabilmente notturno.

### Alimentazione
Si nutre di pesci e crostacei.

## Riproduzione

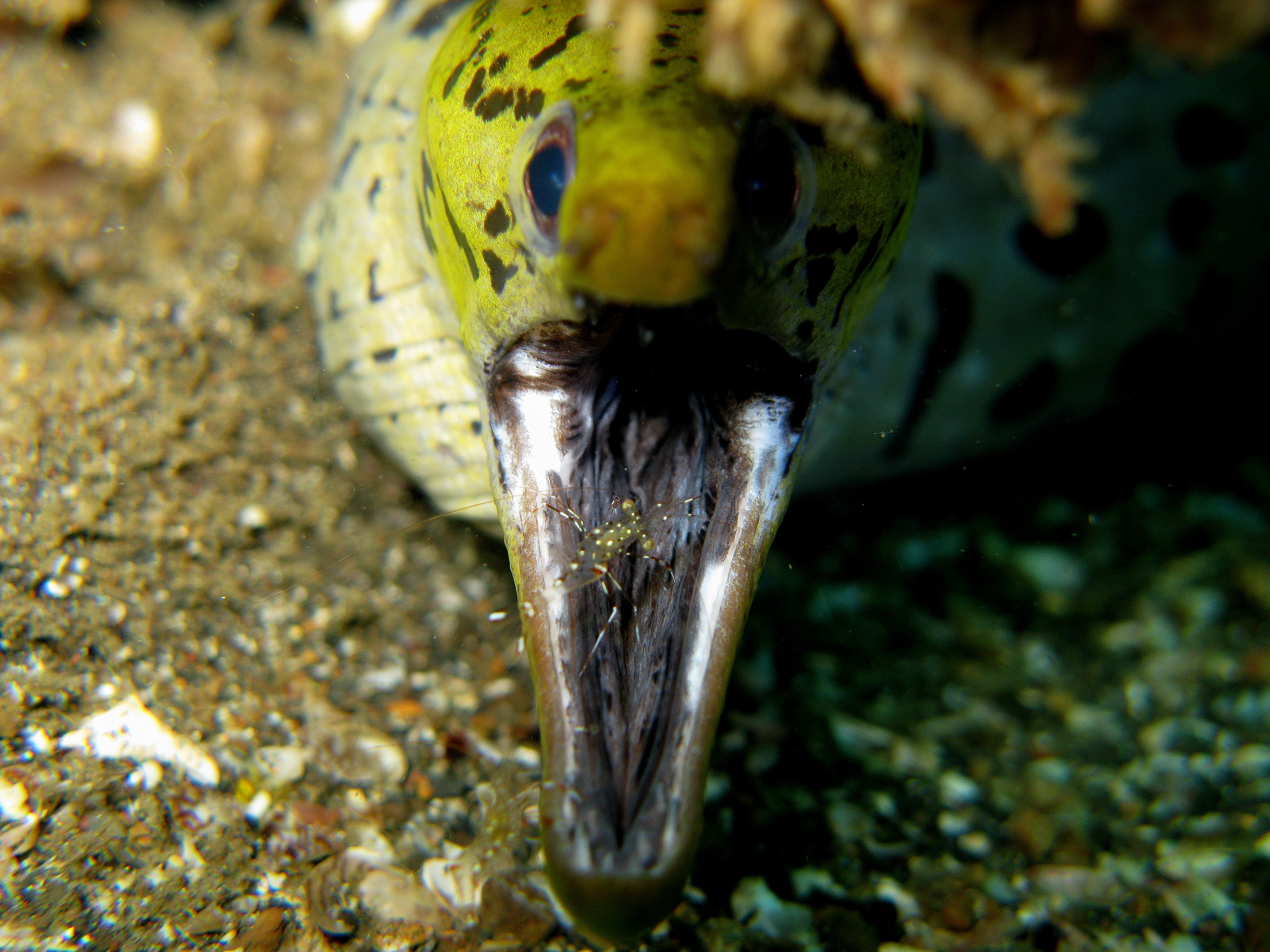
G. fimbriatus sfrutta i servizi di un piccolo gamberetto pulitore

Sembra essere ermafrodita proterogino.

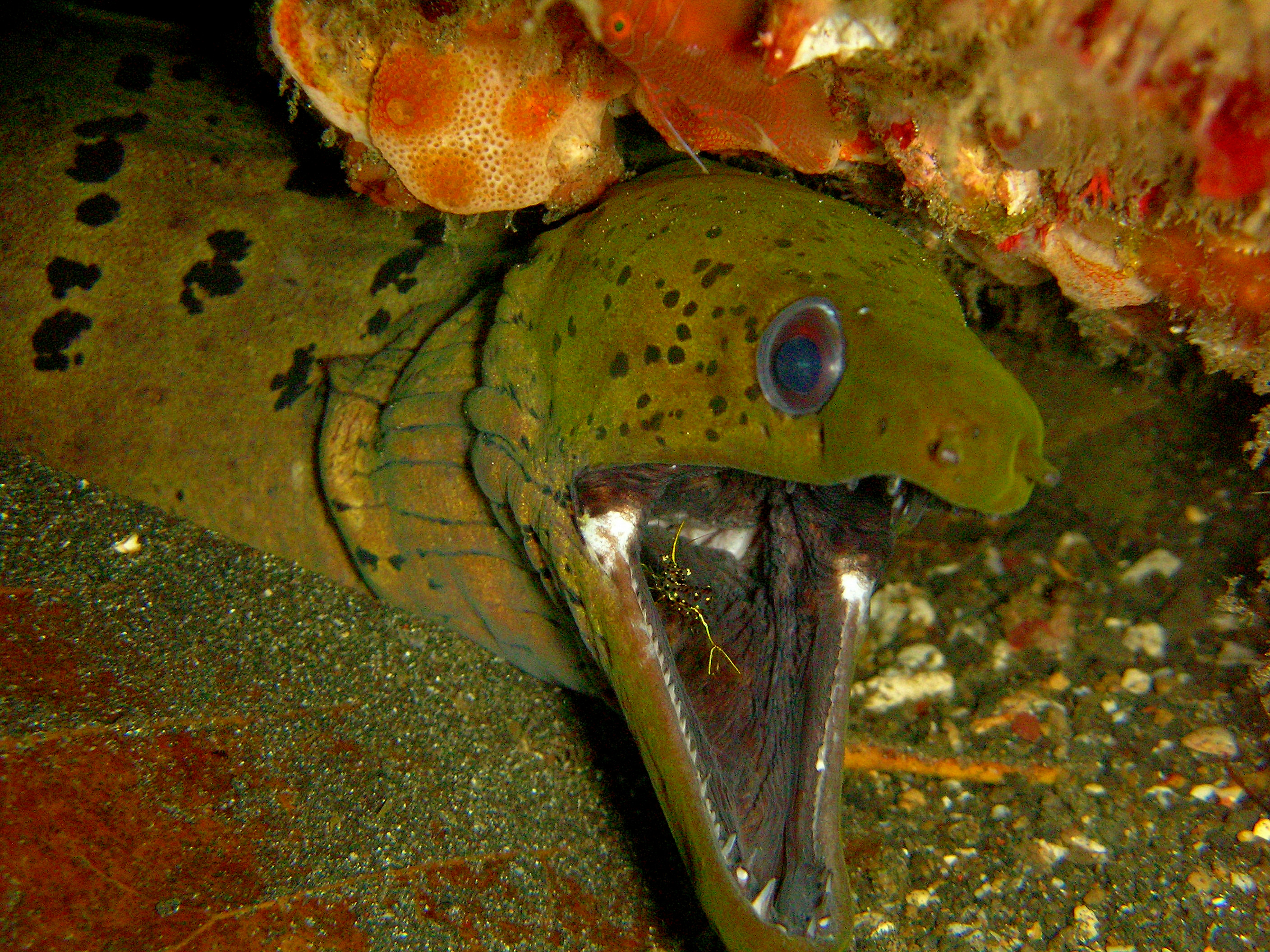
I gamberetti pulitori aiutano l'igiene orale di G. fimbriatus

## Pesca
Questa specie non è soggetta a pesca.

## Conservazione
Si tratta di una specie comune nel suo vasto areale, non oggetto di pesca né sottoposta ad altre minacce. La Lista rossa IUCN la classifica come "a rischio minimo".